# 泣けないぜ…共感詐欺/Uraha=Lover/君だけじゃないさ...friends(2018アコースティックVer.)
「泣けないぜ…共感詐欺/Uraha=Lover/君だけじゃないさ...friends(2018アコースティックVer.)」（なけないぜ きょうかんさぎ/ウラハラバー/きみだけじゃないさ フレンズ 2018アコースティックバージョン）は、2018年5月9日にアップフロントワークス（hachamaレーベル）から発売、および配信されたアンジュルムの7枚目のシングル。

## 概要
- アンジュルムとしては6枚目のトリプルA面シングル。
- 2017年6月26日にアンジュルムに加入した船木結・川村文乃にとってのデビューシングルとなった[注 3]。
- 3曲目に収録されている『君だけじゃないさ...friends(2018アコースティックVer.)』は昨年12月13日にリリースされた同グループの映像作品収録曲『君だけじゃないさ…friends』のニュー・バージョンであり、今作がCD初収録である。
  - オリジナルでは楽曲のメインパートを室田瑞希、上國料萌衣、川村文乃が務めていた[4]が、アコースティックVer.では全メンバーにソロパートが振り分けられている。
- 初回生産限定盤A・B・C・スペシャル（以下SP）、通常盤A・B・Cの7形態での発売。SPを含む初回生産限定盤はCD+DVD、通常盤はCDのみの商品構成。初回生産限定盤SPのみ『イベント抽選シリアルナンバーカード』が封入されている。通常盤の初回仕様のみ、トレカサイズ生写真ソロ10種+集合1種よりランダムにて1枚封入（通常盤Aは「泣けないぜ…共感詐欺」Ver.、通常盤Bは「Uraha=Lover」Ver.、通常盤Cは「君だけじゃないさ...friends(2018アコースティックVer.)」Ver.）。
- 2020年3月22日をもってアンジュルム及びハロー!プロジェクトを卒業した室田瑞希が卒業公演で歌唱した「君だけじゃないさ...friends(アコースティックVer.)」を同年3月23日より配信開始[5]。

## 収録曲

### 全盤共通
1. 泣けないぜ…共感詐欺
  - 作詞・作曲：山崎あおい、編曲：平田祥一郎
2. Uraha=Lover
  - 作詞・作曲：山崎あおい、編曲：浜田ピエール裕介
3. 君だけじゃないさ...friends(2018アコースティックVer.)
  - 作詞・作曲：星部ショウ、編曲：鈴木俊介
4. 泣けないぜ…共感詐欺（Instrumental）
5. Uraha=Lover（Instrumental）
6. 君だけじゃないさ...friends(2018アコースティックVer.)（Instrumental）

### 付属DVD
初回生産限定盤A付属DVD
1. 泣けないぜ…共感詐欺（Music Video）

初回生産限定盤B付属DVD
1. Uraha=Lover（Music Video）

初回生産限定盤C付属DVD
1. 君だけじゃないさ...friends(2018アコースティックVer.)（Music Video）

初回生産限定盤SP付属DVD
1. 泣けないぜ…共感詐欺（Dance Shot Ver.）
2. Uraha=Lover（Dance Shot Ver.）
3. 君だけじゃないさ...friends(2018アコースティックVer.)（Front Shot Ver.）

### 君だけじゃないさ...friends(アコースティックVer.)
1. 君だけじゃないさ...friends(アコースティックVer.) / 室田瑞希
  - 作詞・作曲：星部ショウ、編曲：鈴木俊介

## リリース日一覧
| 地域 | リリース日                                                        | レーベル               | 規格                 | カタログ番号                                    |
| ---- | ----------------------------------------------------------------- | ---------------------- | -------------------- | ----------------------------------------------- |
| 日本 | 2018年5月9日                                                      | hachama/UP-FRONT WORKS | CDマキシシングル+DVD | HKCN-50553〜4（初回生産限定盤A）                |
| 日本 | 2018年5月9日                                                      | hachama/UP-FRONT WORKS | CDマキシシングル+DVD | HKCN-50555〜6（初回生産限定盤B）                |
| 日本 | 2018年5月9日                                                      | hachama/UP-FRONT WORKS | CDマキシシングル+DVD | HKCN-50557〜8（初回生産限定盤C）                |
| 日本 | 2018年5月9日                                                      | hachama/UP-FRONT WORKS | CDマキシシングル+DVD | HKCN-50559〜60（初回生産限定盤SP）              |
| 日本 | 2018年5月9日                                                      | hachama/UP-FRONT WORKS | CDマキシシングル     | HKCN-50561（通常盤A）                           |
| 日本 | 2018年5月9日                                                      | hachama/UP-FRONT WORKS | CDマキシシングル     | HKCN-50562（通常盤B）                           |
| 日本 | 2018年5月9日                                                      | hachama/UP-FRONT WORKS | CDマキシシングル     | HKCN-50563（通常盤C）                           |
| 日本 | 2018年5月9日                                                      | hachama/UP-FRONT WORKS | ダウンロードシングル | HKCN-50561（LC-AAC）                            |
| 日本 | 2018年5月9日                                                      | hachama/UP-FRONT WORKS | ダウンロードシングル | HKCN-50561-HR（FLAC・96kHz/24bit）              |
| 日本 | 2020年3月23日 （iTunes Store） 2020年3月31日 （レコチョク・mora） | UP-FRONT WORKS         | ダウンロードシングル | UFDL-1455（AAC-LC・44.1kHz/16bit・128/320kbps） |

## 参加メンバー
- 1期：和田彩花
- 2期：中西香菜、竹内朱莉、勝田里奈
- 3期：室田瑞希、佐々木莉佳子
- 4期：上國料萌衣
- 5期：笠原桃奈
- 6期：船木結、川村文乃

## クレジット
泣けないぜ…共感詐欺
- All instruments & Programming：平田祥一郎
- Chorus：アンジュルム、塩原奈美子、たいせい

Uraha=Lover
- All instruments & Programming：浜田ピエール裕介
- Chorus：塩原奈美子

君だけじゃないさ...friends(2018アコースティックVer.)
- All instruments & Programming：鈴木俊介
- Chorus：塩原奈美子、たいせい